# Secret du roi
Secret du roi (frz. Geheimnis des Königs) wurde die Geheimkorrespondenz der französischen Monarchen Ludwigs XV. und Ludwigs XVI. genannt, das diese parallel zu ihrem regulären diplomatischen Wegen nutzten, um politisch brisante Informationen aus den europäischen Nachbarländern zu erhalten. Es war ein Spionage- und Informationsnetzwerk avant la lettre.
Ziel des Netzwerks war die Ausweitung des französischen Einflusses vor allem in Ost- und Nordeuropa und die Verhandlung brisanter Themen an den offiziellen, an festen Regeln und einer strengen Etikette orientierten höfischen Diplomatie vorbei. Entstanden ist es in den 1740er Jahren, wahrscheinlich um 1743, und geht auf den damaligen französischen Gesandten in Warschau Louis-Adrien Duperron de Castéra (1705–1752) zurück. In den 1740er und 1750er Jahren wurde es geleitet vom Cousin Ludwigs XV., dem Prince de Conti, sein Nachfolger war der Gesandte am Hof Augusts III. in Polen, Charles-François Comte de Broglie (1719–1781).

## Die diplomatischen Ziele des geheimen Netzwerks
Besonders seit dem Aachener Frieden von 1748, dem „verlorenen Frieden“ nach dem gewonnenen Krieg, bekundete Ludwig XV. größeres Interesse an seinem diplomatischen Dienst und der Außenpolitik des Landes. Conti konnte seit diesem Augenblick über den König die auswärtige Politik mitbestimmen. Er kritisierte öffentlich die zuständigen Minister ob ihres Versagens in den Verhandlungen zum Friedensschluss und entwickelte eine eigene französische Außenpolitik. Das Ziel seiner Politik war die Stabilisierung der europäischen Ordnung des Westfälischen Friedens, d. h. eine gegen Österreich, England und das aufsteigende Russland gerichtete Politik. Eine Allianz mit der Türkei, Polen, Schweden und Preußen sollte das Gleichgewicht zu diesen drei Mächten bilden. Vor allem das zur Großmacht aufsteigende Russland, das Teile Polens besetzt hielt, und der Osten Europas zwischen dem baltischen Meer, Österreich und dem unter türkischer Kontrolle stehenden Balkan interessierten ihn. Polen spielte eine besondere Rolle in seiner Strategie. Es sollte eine Art Verteidigungsgemeinschaft, eine „confédération défensive“, gegen das immer expansiver auftretende Russland geschmiedet werden, bei der Polen die Rolle eines Abschirmblockes spielen sollte. Wenn Russland nicht in die französischen Interessenpolitik eingebunden werden konnte, musste es durch eine Allianz in Grenzen gehalten werden. Um Schweden, Polen und die Türkei zu einem Bündnis zur Eindämmung Russlands zu bewegen, ohne jedoch dies als offizielle Politik zu deklarieren, schwenkte Ludwig XV. auf den Weg der Geheimdiplomatie ein.